# Drill (Primat)
Der Drill (Mandrillus leucophaeus) ist eine Primatenart aus der Familie der Meerkatzenverwandten. Zusammen mit dem Mandrill bildet er die Gattung der Mandrillartigen (Mandrillus).

## Beschreibung
Der Drill ähnelt dem Mandrill, hat aber nicht dessen leuchtende Gesichtsfärbung. Sein haarloses Gesicht ist schwarz, hat eine langgezogene Schnauze und Knochenfurchen, die entlang der Nase verlaufen. Außerdem ist es von einem weißen Haarkranz umgeben. Der übrige Körper ist dunkelbraun bis schwarz behaart, mit Ausnahme der nackten Gesäßregion, die rot oder blau gefärbt ist. Drills werden etwas weniger groß als Mandrills (rund 70 Zentimeter Körperlänge und maximal 20 Kilogramm Körpergewicht), wobei die Männchen fast doppelt so schwer werden wie die Weibchen. Der Schwanz ist nur ein 5 bis 7 Zentimeter langer Stummel.

## Verbreitung und Lebensraum

Verbreitungskarte des Drills

Drille leben in der Region des Cross Rivers in Nigeria und rund um die Bakossi-Berge bis zum Fluss Sanaga in Kamerun sowie auf der zu Äquatorialguinea gehörenden Insel Bioko, wo sie eine eigene Unterart, Mandrillus leucophaeus poensis, bilden. Ihr Lebensraum sind ausschließlich Wälder.

## Lebensweise
Drille sind tagaktive Regenwaldbewohner, die kaum außerhalb des Schutzes der dichten Vegetation anzutreffen sind. Sie leben in erster Linie am Boden, wo sie sich auf allen vieren fortbewegen; lediglich Weibchen mit Jungtieren suchen manchmal Schutz in den unteren Ästen der Bäume. Drille leben in Gruppen von rund 25 Tieren, die aus einem Männchen, mehreren Weibchen sowie deren Jungtieren bestehen. Gruppen schließen sich öfters zu Verbänden zusammen, die 200 und mehr Tiere umfassen können. Zur Kommunikation verwenden sie Körperhaltungen (zum Beispiel das Präsentieren des leuchtenden Hinterteils) sowie eine Reihe von Schreien, die der Kontaktaufnahme zu anderen Gruppenmitgliedern, dem Warnen vor Fressfeinden oder dem Sammeln der Gruppe durch das Männchen dienen können.

## Nahrung
Drille sind Allesfresser, die ihre Nahrung fast ausschließlich am Boden suchen. Dazu gehören Früchte, Nüsse, Pilze, Insekten sowie gelegentlich kleine Wirbeltiere.

## Fortpflanzung
Über die Fortpflanzung der Drille ist wenig bekannt. Die Fruchtbarkeit des Weibchens wird durch Verfärbungen der Afterregion angezeigt, welche leuchtend rot oder blau werden kann. Die Tragzeit beträgt 6 Monate. Wie bei den meisten Meerkatzenverwandten kommt ein einzelnes Jungtier zur Welt.

## Bedrohung und Erhaltung
Die Hauptgründe für die Bedrohung des Drills liegen in der Jagd nach dem begehrten Bushmeat sowie in der Rodung der Regenwälder zur Gewinnung von Tropenholz und Ackerland. Da Drille reine Regenwaldbewohner sind und sich Menschen gegenüber scheu verhalten, sind sie besonders bedroht. Der Drill gilt als einer der seltensten afrikanischen Primaten und man schätzt, dass in freier Wildbahn nur noch rund 3000 dieser Tiere leben. Schutzgebiete, in denen der Drill heimisch ist, sind der Cross-River-Nationalpark, das Afi Mountain Wildlife Sanctuary, das Mbe Mountains Community Wildlife Sanctuary in Nigeria und der Korup- und Takamanda-Nationalpark in Kamerun, dennoch ist ihr Überleben weiterhin fraglich. Die IUCN listet die Art als stark gefährdet (endangered); sie wird im CITES Anhang I geführt.
Der Zoo-Datenbank ISIS wurden 2007 insgesamt 272 Drille gemeldet. Im Rahmen des Weltzooverbands WAZA wird seit 1982 ein Internationales Zuchtbuch (ISB) geführt. Auch der europäische Zooverband EAZA betreut die Art in seinem Europäischen Erhaltungszuchtprogramm (EEP). Zurzeit führt das Zuchtbuch 77 Zooexemplare weltweit. Zuchtbuchführende sind Carsten Zehrer und Cathleen R. Cox im Tierpark Hellabrunn (ISB) sowie Fabian Krause im Zoo Hannover (EEP). Im Drill Rehabilitation Center in den Afi Mountains, Nigeria, leben circa 150 Exemplare. 1996 erhielt Liza Gadsby, die Mitbegründerin der Organisation Pandrillus, den Whitley Award für ihre Arbeit zum Schutz und Erhalt der Spezies. Eine deutsche Organisation, die speziell für den Schutz des Drills gegründet wurde, ist der in Nordhorn ansässige Verein Rettet den Drill e. V.

## Galerie

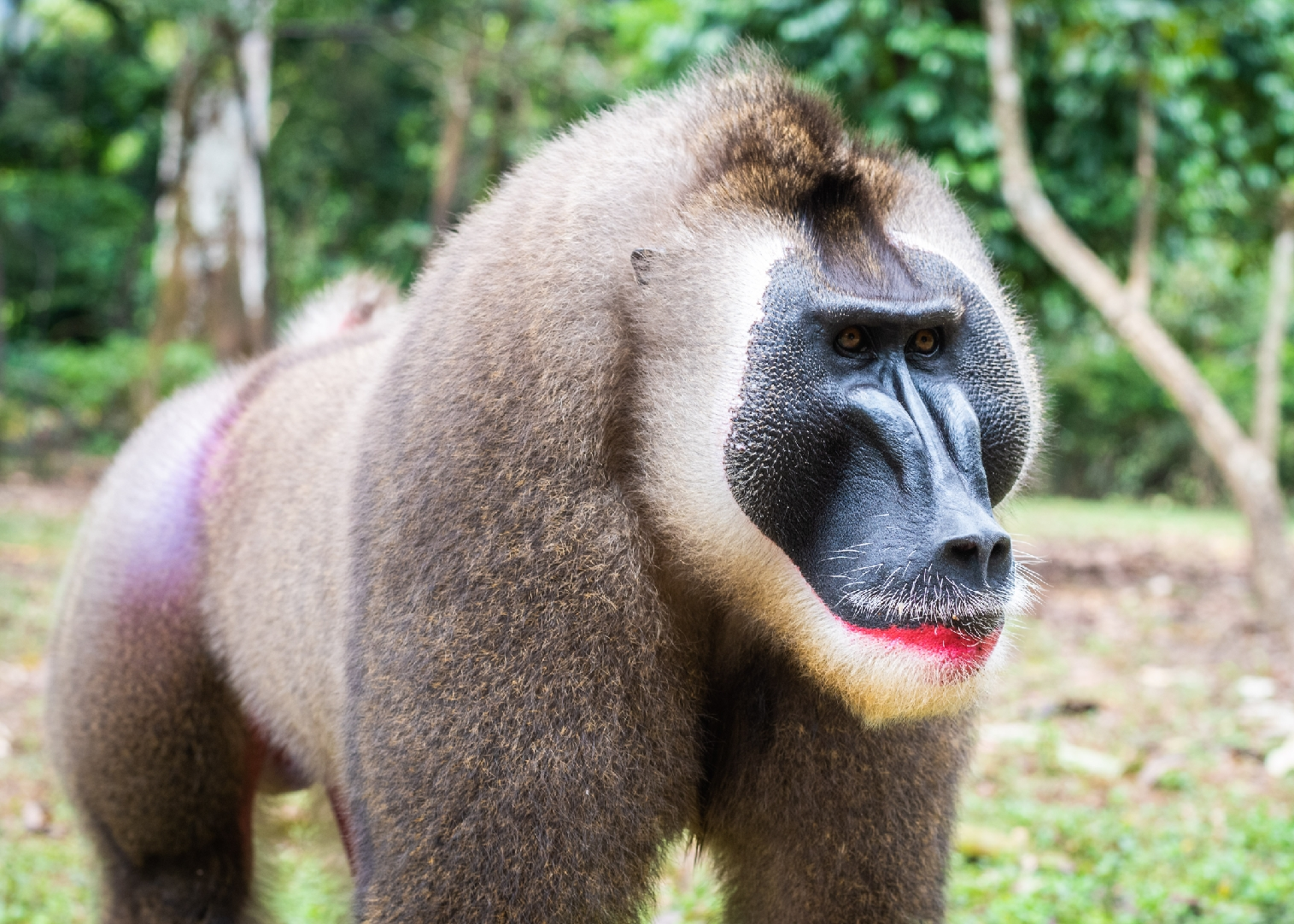
Drillmännchen auf der Drill Ranch in Nigeria
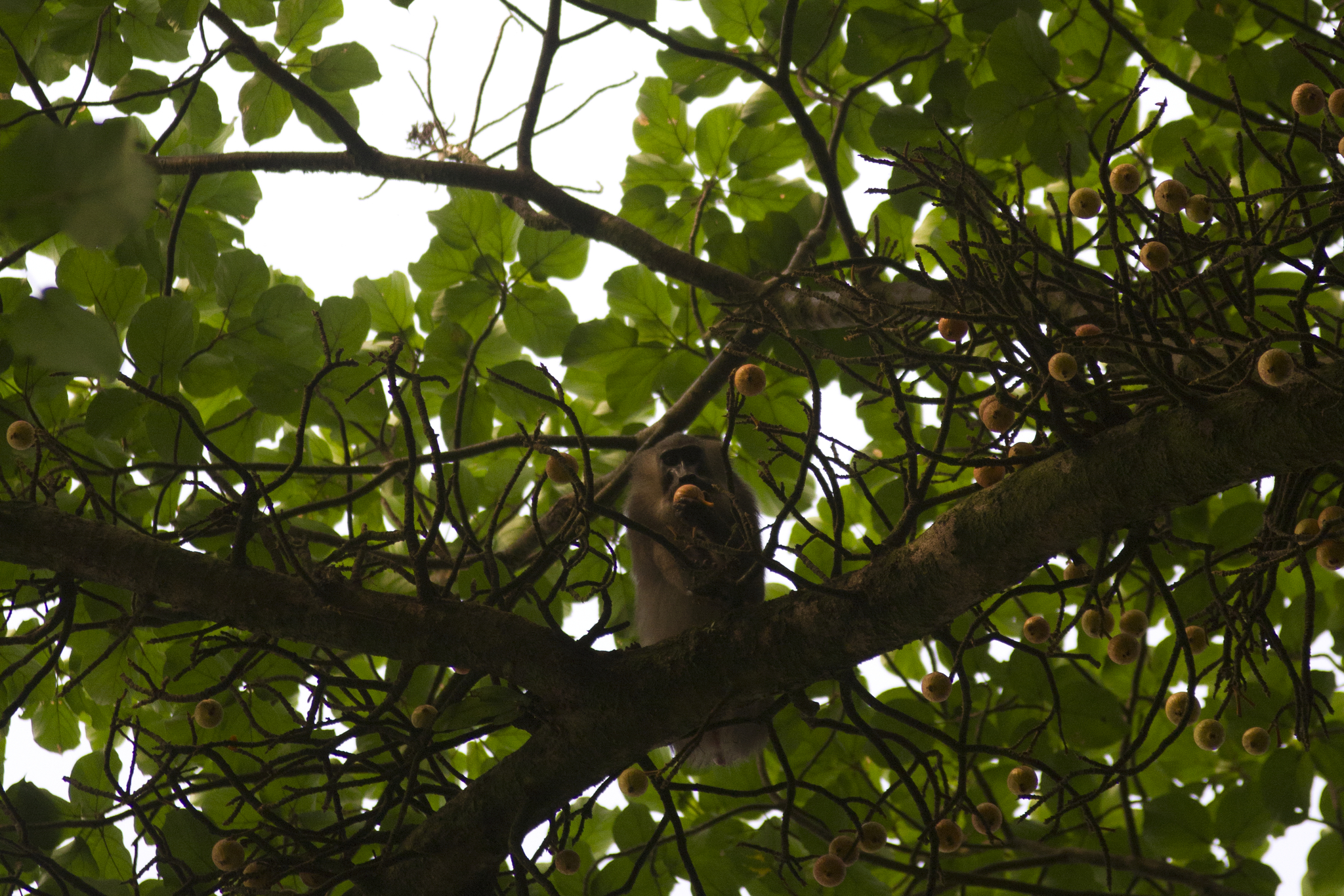
Bioko-Drill (M. l. poensis) auf der Insel Bioko, Äquatorialguinea
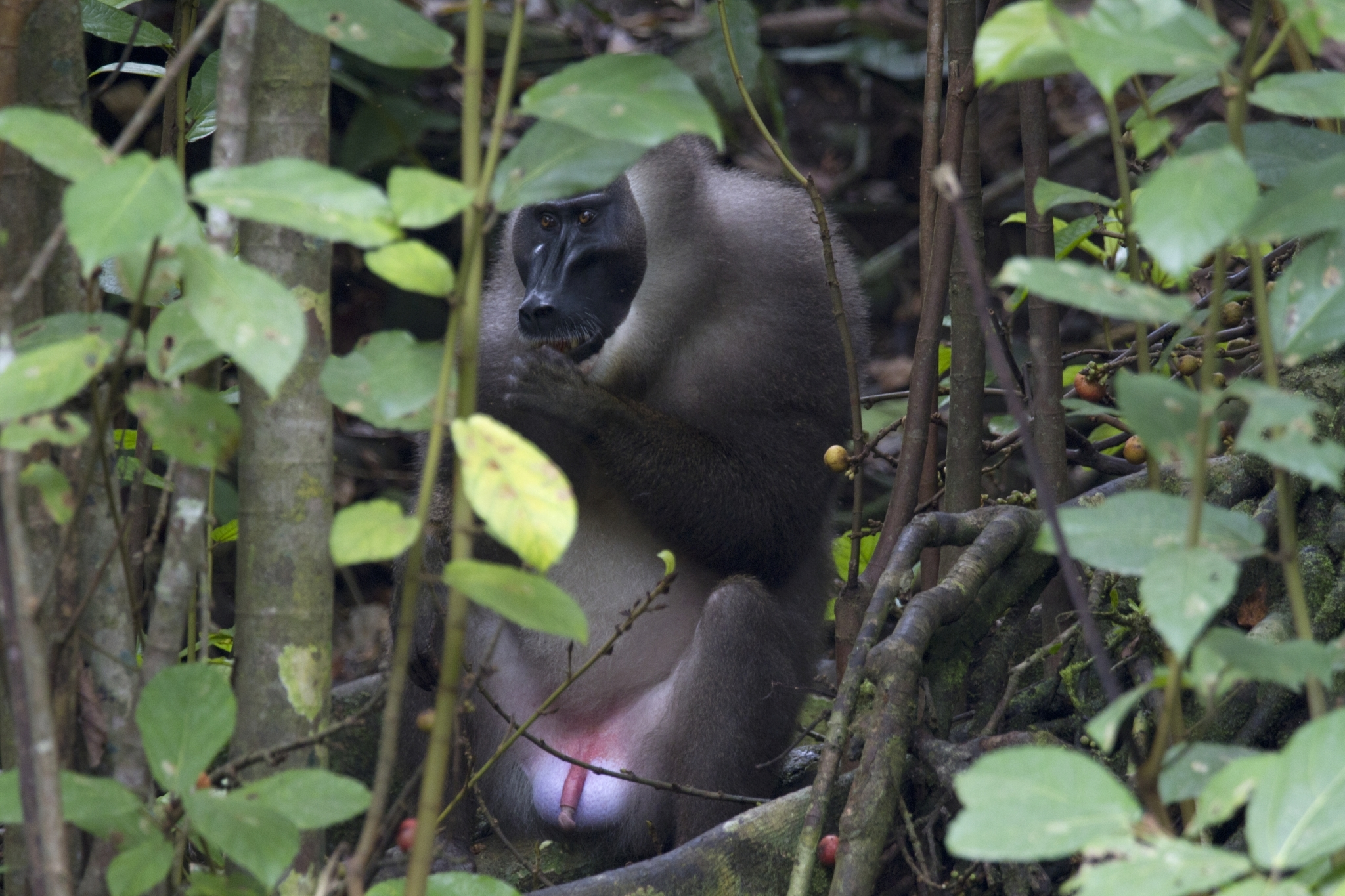
Bioko-Drillmännchen (M. l. poensis), Äquatorialguinea
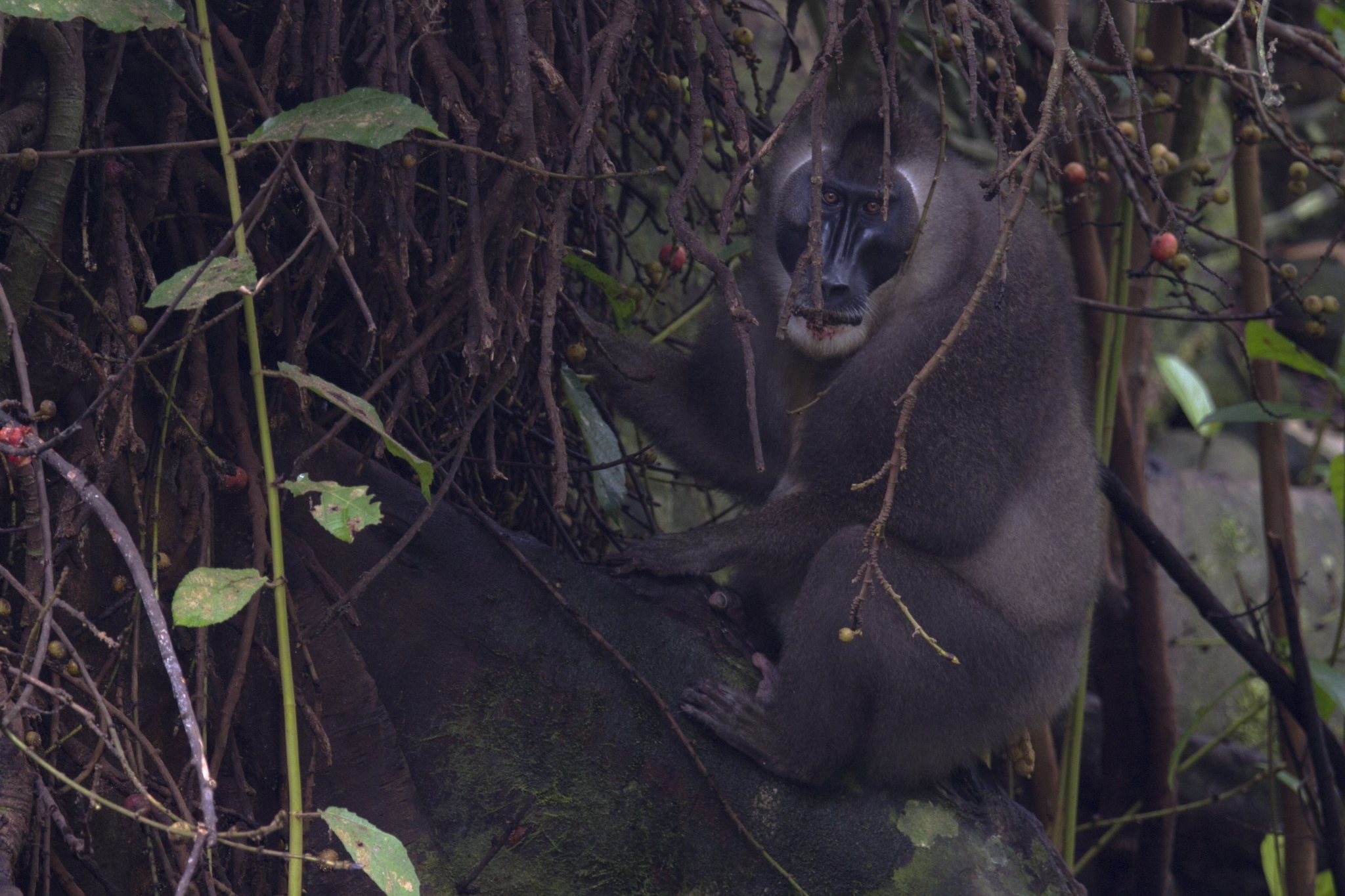
Bioko-Drillmännchen, Äquatorialguinea
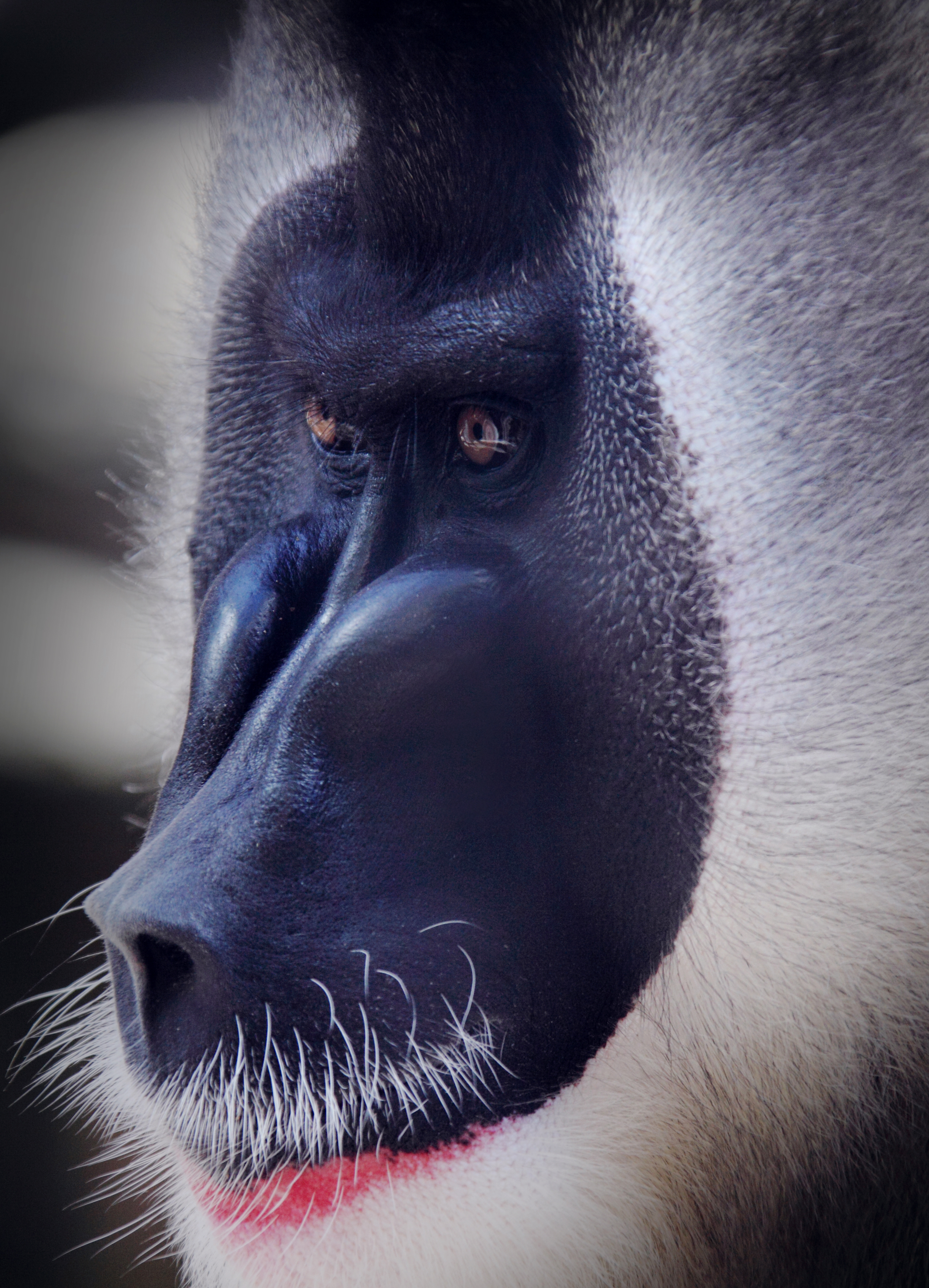
Nahaufnahme
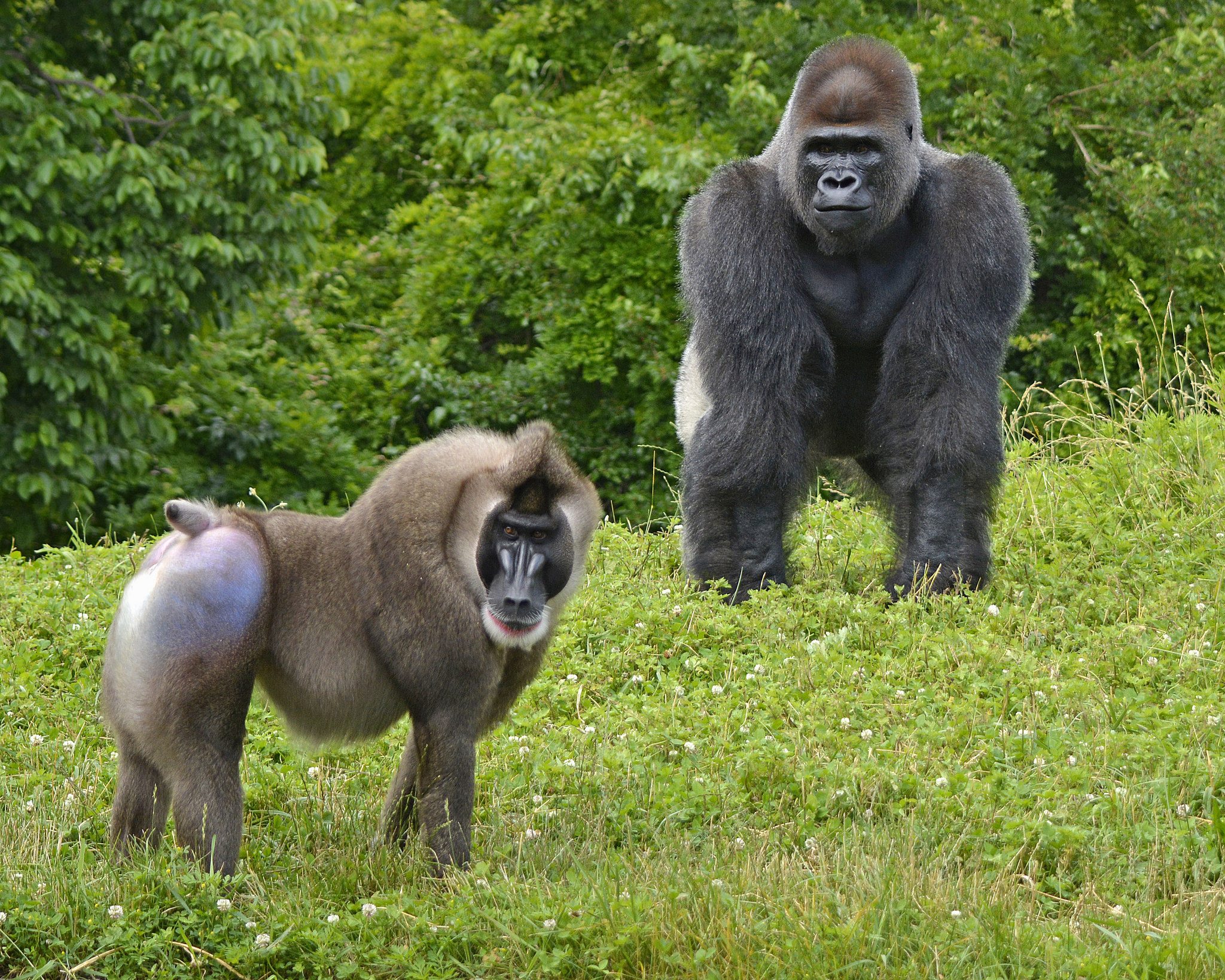
Männlicher Drill und Gorilla im Detroit Zoo
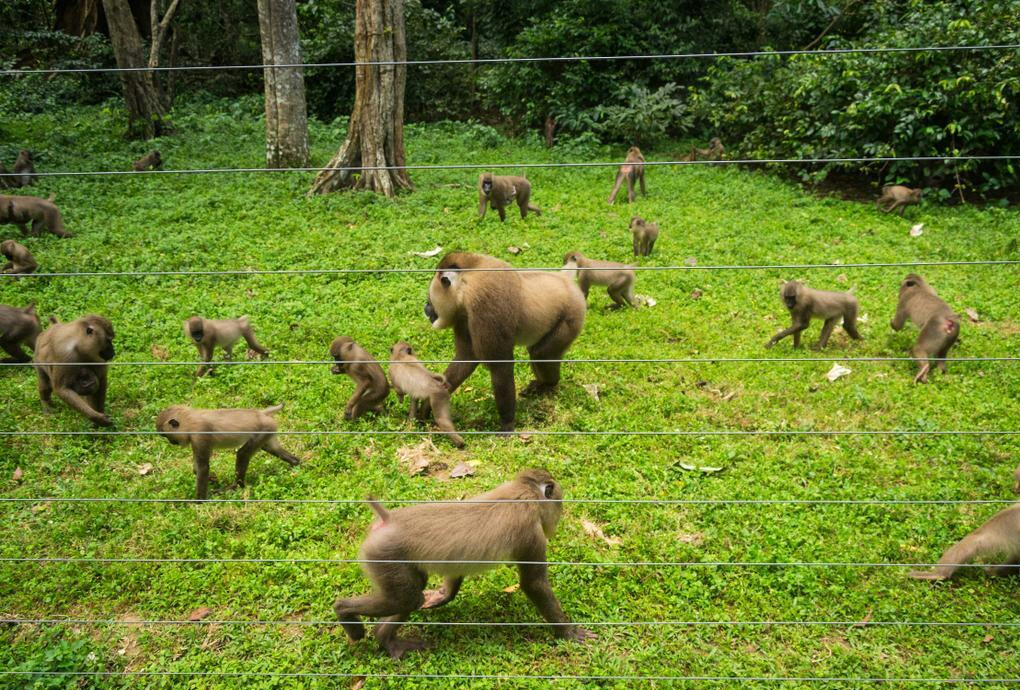
Drills in einer Umzäunung auf der Drill Ranch
Drilldarstellung aus der Iconographia Zoologica - 1818–1842 - Special Collections University of Amsterdam
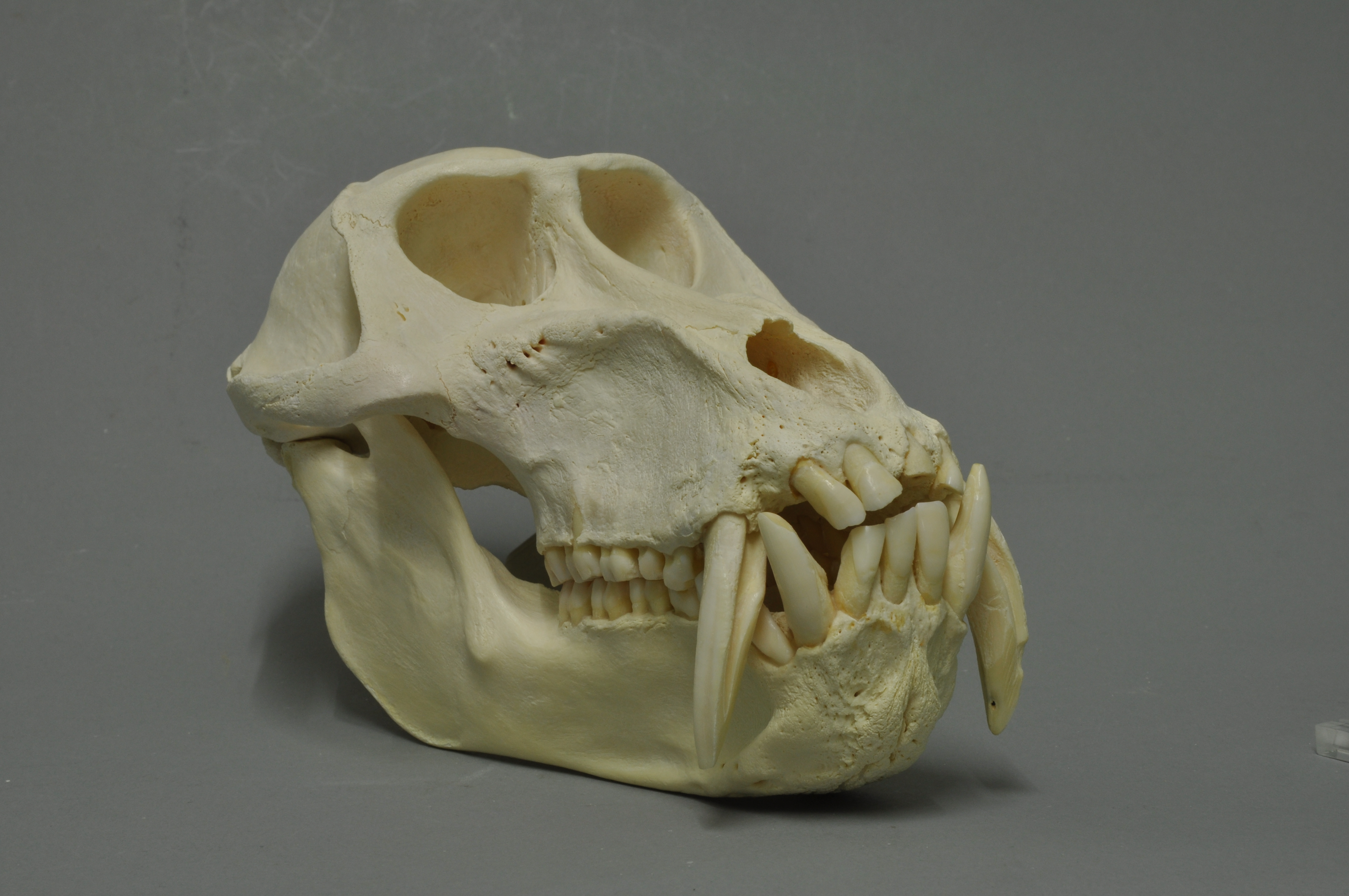
Schädel